# Thripsobremia liothripis
Thripsobremia liothripis är en tvåvingeart som beskrevs av Barnes 1930. Thripsobremia liothripis ingår i släktet Thripsobremia och familjen gallmyggor. Inga underarter finns listade i Catalogue of Life.